# Aguilar de Campos
Aguilar de Campos – gmina w Hiszpanii, w prowincji Valladolid, w Kastylii i León, o powierzchni 49,83 km². W 2011 roku gmina liczyła 314 mieszkańców.